# Aéroport de Lasondre
L' aéroport de Lasondre est un aéroport situé à la pointe nord de l'île de Tanah Masa, dans le district des îles Batu, de Nias Sud, dans la province de Sumatra du Nord.
Il possède une piste de 1 400 m x 23 m orientée 06-24 et un aérogare de 120 m2. Il peut accueillir des appareils du type Fokker 50 et Avro RJ100 et est desservi par les compagnies Wings Air et Susi Air.